# Pipraeidea melanonota
A Pipraeidea melanonota a madarak osztályának verébalakúak (Passeriformes) rendjébe és a tangarafélék (Thraupidae) családjába tartozó faj.

## Rendszerezése
A fajt Louis Pierre Vieillot francia ornitológus írta le 1819-ben, a Tanagra nembe Tanagra melanonota néven. A nem besorolása vitatott, egyes szervezetek csak ezt egy fajt sorolják ide.

## Alfajai
- Pipraeidea melanonota melanonota (Vieillot, 1819)
- Pipraeidea melanonota venezuelensis (P. L. Sclater, 1857)[2]

## Előfordulása
Dél-Amerikában, Argentína, Bolívia, Brazília, Ecuador, Kolumbia, Paraguay, Peru, Uruguay és Venezuela területén honos.
Természetes élőhelyei a szubtrópusi és trópusi síkvidéki és hegyi esőerdők, száraz és nedves cserjések, valamint termőföldek, legelők, vidéki kertek és másodlagos erdők.

## Megjelenése
Testhossza 14 centiméter, testtömege 18-25 gramm.

## Természetvédelmi helyzete
Az elterjedési területe rendkívül nagy, egyedszáma pedig stabil. A Természetvédelmi Világszövetség Vörös listáján nem fenyegetett fajként szerepel.